# Potamotrygon schroederi
Potamotrygon schroederi, denominada comúnmente raya de río guacamaya,  es una especie del género de peces de agua dulce Potamotrygon, de la familia Potamotrygonidae en el orden de los Myliobatiformes. Habita en ambientes acuáticos en el norte de Sudamérica, en Venezuela y Brasil.

## Taxonomía
Esta especie fue descrita originalmente en el año 1958 por el ictiólogo Fernández-Yépez.
Etimología
La etimología del término Potamotrygon viene del griego, donde potamos significa 'río', y trygon que significa 'raya picadora'.

## Costumbres
Habita en el fondo limoso o arenoso de los ríos y arroyos, pasando fácilmente desapercibida gracias a su coloración críptica.
Como método de defensa, este pez está provisto de una fina y punzante espina situada sobre el dorso de la cola; cuando algún bañista accidentalmente la pisa, la raya arquea el cuerpo y su cola, para inmediatamente clavarle profundamente su aguijón en algún músculo de la pierna del desafortunado, lo que le producirá una herida ulcerante, de rebelde de curación. Por esta razón es un animal odiado y temido, empleando los pobladores ribereños técnicas para evitar los accidentes con este pez, la más común es azotar las aguas de un sector adecuado para el baño, empleando ramas o palos, con el objetivo de hacer huir a los posibles ejemplares que se encontrasen allí.
Se alimenta principalmente de otros peces a los que captura con la técnica del acecho, permaneciendo inmóvil y semienterrada a la espera del paso de alguna presa, la que será atacada por sorpresa.